# Tatsuta (1918)
Pour les articles homonymes, voir Tatsuta.
Le Tatsuta (龍田) était un croiseur léger de classe Tenryū en service dans la Marine impériale japonaise. Le navire est baptisé sous le nom de la rivière Tatsuta, située dans la préfecture de Nara, au Japon.

## Historique

### Début de carrière

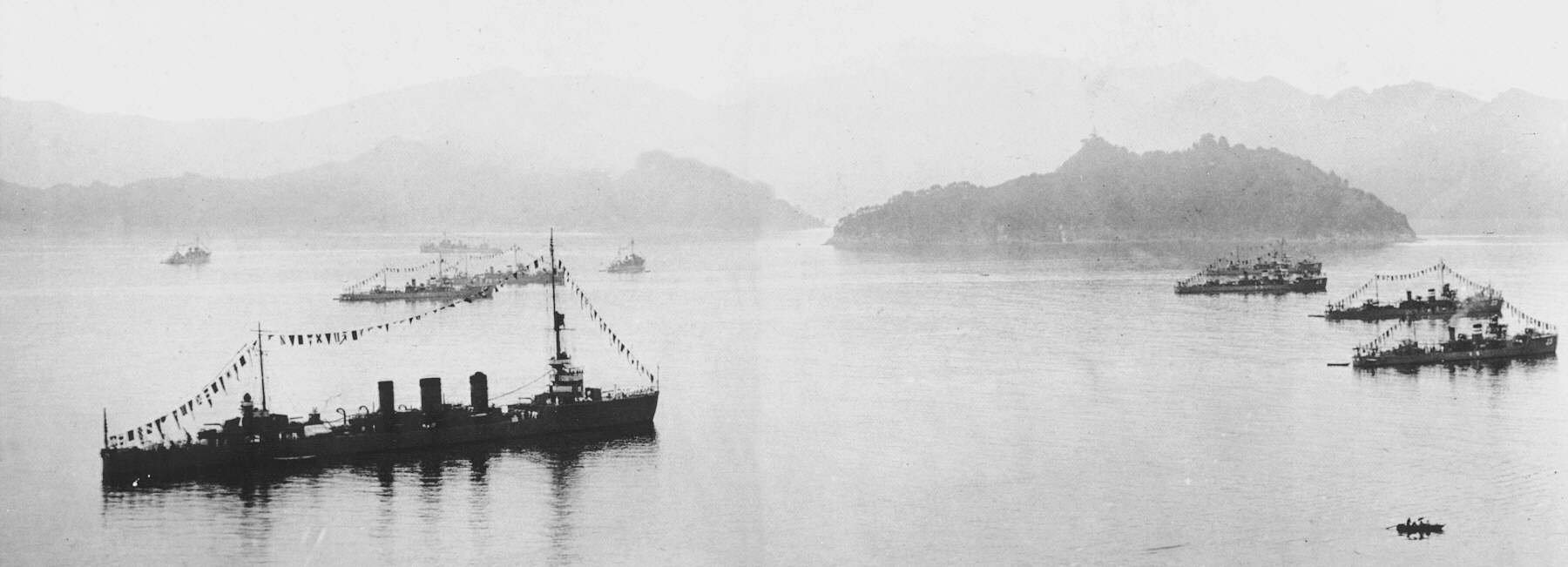
Le Tatsuta en mer intérieure de Seto dans les années 1920.

Mis en service à l'arsenal naval de Sasebo le 31 mars 1919, il est navire amiral de la 1re escadre de destroyers basée au district naval de Sasebo, remplaçant le croiseur Tone (en).
L'année suivante, alors affecté dans la 2e flotte, le navire patrouille au large de la côte est de l'Union soviétique, fournissant un soutien aux troupes japonaises lors de l'intervention en Sibérie contre les Bolcheviks de l'Armée rouge. Il est mis en réserve à Kure à trois reprises entre 1921 et 1926.
À la suite du séisme de Kantō, le Tatsuta transporte du matériel de secours d'urgence de Kure à Tokyo.
Le 19 mars 1924, le croiseur percute et coule le sous-marin Ro-25 devant le port de Sasebo.
Le 31 août 1926, il commence à effectuer des patrouilles près de l'embouchure du fleuve Yangtze.

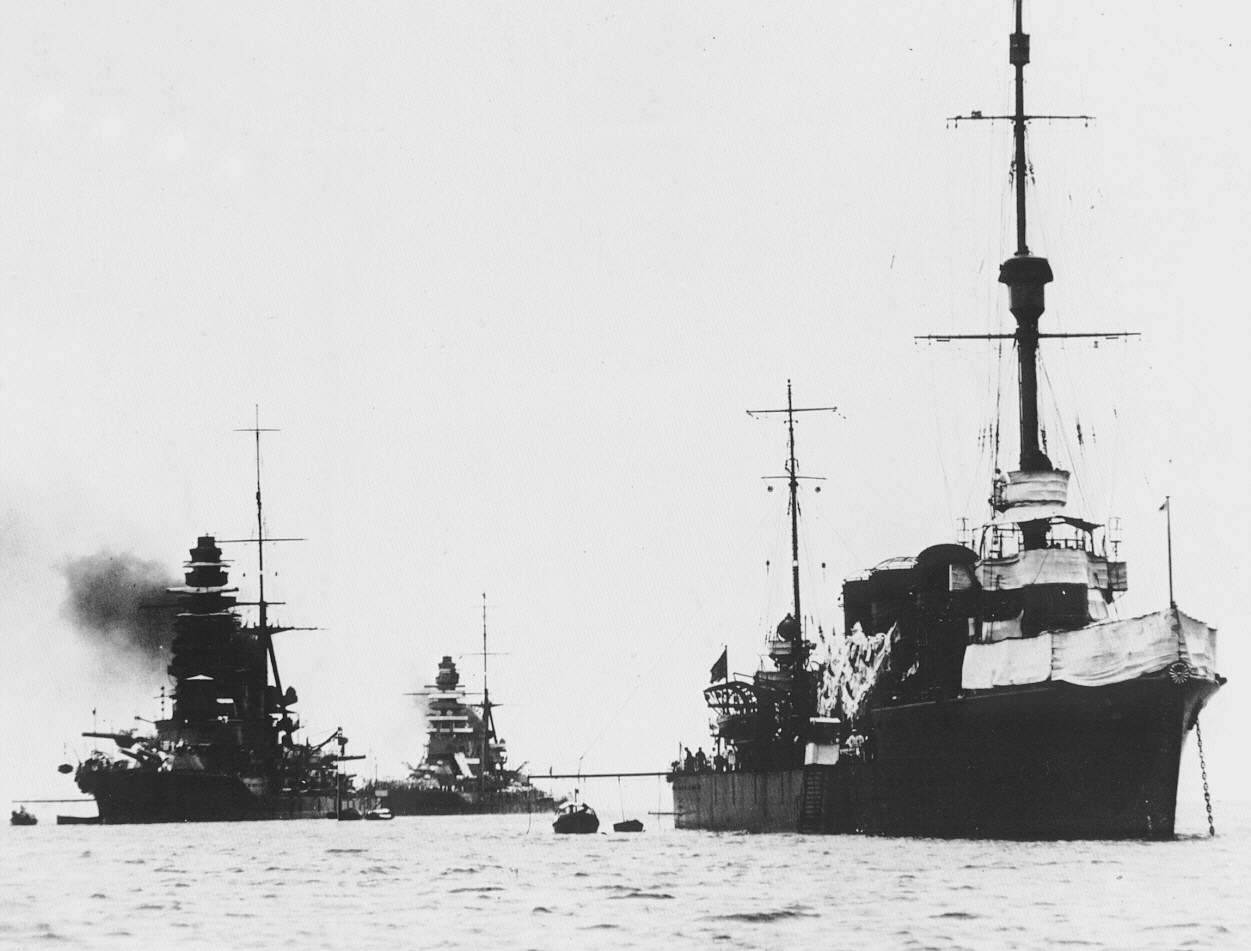
Le Tatsuta en 1927, avec les cuirassés Nagato et Mutsu en arrière-plan.

Le 6 mars 1934, lors de manœuvres de la flotte au large de Sasebo, le torpilleur Tomozuru (en) chavire en raison de défauts de conception de sa coque. Il sera remorqué jusqu'à Sasebo par le Tatsuta. Le 15 novembre 1934, en tant que navire amiral de la 5e escadre de destroyer du capitaine Chūichi Hara de la 3e flotte, il commence à patrouiller au large des côtes de Chine. Il est relevé par le nouveau croiseur Yūbari le 15 novembre 1935 et retourne à Sasebo.
À partir de novembre 1936, le Tatsuta et son navire-jumeau le Tenryū opèrent dans la 10e escadre de croiseurs de la 3e flotte, remplaçant le croiseur Kuma. Lors de la seconde guerre sino-japonaise, le Tatsuta prend part au débarquement de l'Armée impériale japonaise à Shanghai et au blocus de la côte chinoise. Transféré dans la 5e flotte, le croiseur couvre le débarquement des forces japonaises à Amoy le 10 mai 1938 et à Guangzhou le 1er juillet. Les Tatsuta et Tenryū patrouillent dans les eaux chinoises jusqu'au 14 décembre 1938, lorsqu'ils sont placés en réserve. À partir du 1er décembre 1939, le Tatsuta est basé au district naval de Maizuru.
Le 15 novembre 1940, en vue d'une guerre contre les États-Unis, les Tenryū et Tatsuta sont modernisés et rénovés. Les deux mitrailleuses de 13,2 mm, ajoutées en 1937, sont remplacées par 2 affûts doubles de 25 mm.

### Début de la guerre du Pacifique
À partir du 12 septembre 1941, les navires-jumeaux sont déployés à Truk dans la 18e division de croiseurs de la 4e flotte. Pendant l'attaque sur Pearl Harbor, la 18e division de croiseurs est déployée depuis Kwajalein pour conduire les forces d'invasions à Wake. Lors de la bataille de l'atoll de Wake le 11 décembre, le Tatsuta est attaqué sans succès par un Grumman F4F Wildcat de l'United States Marine Corps. Le 21 décembre, il participe également à l'invasion de l'atoll.
Le 20 janvier 1942, les Tatsuta et Tenryū sont affectés à la couverture des transports de troupes lors de l'invasion de Kavieng (Nouvelle-Irlande) et Gasmata (en) (Nouvelle-Bretagne), les 3 et 9 février. Fin février, ils retournent à Truk.
Lors d'un carénage à Truk le 23 février, deux autres affûts doubles de 25 mm sont installés à l'arrière.

### Campagnes des îles Salomon et de Nouvelle-Guinée
À partir de mars, le Tatsuta et la 18e division de croiseurs couvrent de nombreux débarquements de troupes dans les Salomon, en Nouvelle-Guinée, à Lae, Salamaua, Buka, Bougainville, Rabaul, Shortland, Kieta, Manus, dans les îles de l'Amirauté et à Tulagi, retournant à Truk, le 10 avril.
Les Tatsuta et Tenryū sont assignés à l'opération Mo qui est finalement annulée à la suite de la bataille de la mer de Corail. Il retourne alors à l'arsenal naval de Maizuru le 24 mai et y reste un mois. Le 23 juin, ils retournent à Truk. Les Tatsuta et Tenryū escortent un convoi à Guadalcanal le 6 juillet, contenant un bataillon chargé de la construction d'une piste d'atterrissage.
Le 14 juillet 1942, la 18e division de croiseurs du contre-amiral Mitsuharu Matsuyama est transférée dans la 8e flotte du vice-amiral Gunichi Mikawa basée à Rabaul. Le 20 juillet, les navires-jumeaux couvrent les troupes de débarquement lors de l'invasion de Buna en Nouvelle-Guinée (opération RI). En août, le Tatsuta escorte trois convois depuis Buna, dont deux sont couronnés de succès.
Le 25 août, le Tatsuta est attaqué par des B-17 pendant qu'il couvre le débarquement de 1 200 hommes de la « force navale spéciale de débarquement » no 5 Kure dans la baie de Milne, en Nouvelle-Guinée (opération RE). Malgré des dégâts mineurs, la moitié de l'équipage est tuée dans le bombardement. Le 6 septembre, il participe à l'évacuation des troupes survivantes après leur défaite. Un mois plus tard, il est chargé d'escorter la 17e armée du Général Harukichi Hyakutake et des troupes à Guadalcanal. En octobre, il escorte deux Tokyo Express fournissant du matériel et des renforts pour Guadalcanal.
Le 1er novembre, il est désigné navire amiral de la 18e division de croiseurs de l'amiral Mitsuharu Matsuya, mais en raison de dommages à son gouvernail, il stationne à Truk du 5 novembre au 12 janvier 1943.

### Retour au Japon
Le croiseur est réparé à Maizuru du 19 janvier au 28 mars 1943 et reste basé au Japon jusqu'en octobre, effectuant des patrouilles en mer intérieure de Seto. Le 8 juin, alors que le Tatsuta est amarré près de Hashira-jima, le cuirassé Mutsu coule à la suite d'une explosion dans l'une de ses soutes à munitions. Le Tatsuta participe aux opérations de sauvetage au cours de laquelle il récupère 39 blessés.
Lors d'une révision à l'arsenal naval de Kure du 12 août au 9 septembre 1943, son armement anti-aérien est augmenté par un autre montage double Type 96 25 mm et un radar Type 22 est également ajouté.
Le 20 octobre 1943, le Tatsuta est envoyé à Truk, effectuant plusieurs transports de troupes vers Pohnpei pendant plusieurs semaines. Pendant un transit vers le Japon le 5 novembre, le convoi du Tatsuta est attaqué par le sous-marin USS Halibut (en) près du détroit de Bungo.
Le 12 mars 1944, le Tatsuta quitte Kisarazu, escortant un convoi de renfort pour Saipan. Le lendemain, le convoi est attaqué à 40 milles (64 km) au nord-nord-est de Hachijō-jima (32° 52′ N, 139° 12′ E), par le sous-marin USS Sand Lance (en), effectuant sa patrouille de guerre inaugurale. Une ou deux torpilles touchent le Tatsuta sur son côté tribord, 26 hommes d'équipage sont tués et 10 blessés. Le navire finit par couler après plusieurs heures de lutte contre les infiltrations d'eau. Les survivants, dont le capitaine Torii et le contre-amiral Tamotsu Takama (it), sont sauvés par les destroyers Nowaki et Uzuki. Le cargo Kokuyo Maru (4 667 tonneaux) est également coulé dans cette attaque.
Le Tatsuta est rayé des listes le 10 mai 1944.